# Municipio de Rapid River (Minnesota)
El municipio de Rapid River (en inglés: Rapid River Township) es un municipio ubicado en el condado de Lake of the Woods en el estado estadounidense de Minnesota. En el año 2010 tenía una población de 12 habitantes y una densidad poblacional de 0,13 personas por km².

## Geografía
El municipio de Rapid River se encuentra ubicado en las coordenadas 48°36′11″N 94°27′58″O / 48.60306, -94.46611. Según la Oficina del Censo de los Estados Unidos, el municipio tiene una superficie total de 94.73 km², de la cual 94,06 km² corresponden a tierra firme y (0,71 %) 0,67 km² es agua.

## Demografía
Según el censo de 2010, había 12 personas residiendo en el municipio de Rapid River. La densidad de población era de 0,13 hab./km². De los 12 habitantes, el municipio de Rapid River estaba compuesto por el 83,33 % blancos y el 16,67 % eran de una mezcla de razas. Del total de la población el 0 % eran hispanos o latinos de cualquier raza.